# Ledečský tunel I
Ledečský tunel I je železniční tunel na katastrálním území Ledečko na úseku regionální železniční trati 212 Čerčany – Světlá nad Sázavou mezi zastávkou Samopše a stanicí Ledečko v km 40,220–40,096.

## Historie
Železniční trať vybudovala v letech 1902–1903 česká firma Osvald Životský z Prahy. Povolení k výstavbě bylo  vydáno v roce 1901 a další dílčí v roce 1902. Provoz byl zahájen 23. září 1903. Na trati bylo postaveno osm tunelů. Ledečský tunel I byl postaven v roce 1901.

## Popis
Trať je vedena údolím řeky Sázavy v náročném členitém terénu. Jednokolejný tunel se nachází na trati Čerčany – Světlá nad Sázavou. Byl postaven v úseku mezi zastávkou Samopše a stanicí Ledečko v oblouku v meandrové šíji (široká asi 200 m) u Přívlak, která je tvořena rulami s výskytem amfibolitu. Skalní stěny v údolí meandrující řeky na úseku mezi ústím řeky Blanice a městem Sázava dosahují výšky v rozmezí 80 až 140 m nad řekou. Tunel je v nadmořské výšce 305 m a měří 124 m.